# Władysław Kwaśnicki
Władysław Tadeusz Kwaśnicki (ur. 30 maja 1955) – polski saksofonista, klarnecista, kompozytor, aranżer. 

## Życiorys
Ukończył Państwowe Liceum Muzyczne we Wrocławiu. Jest absolwentem Wydziału Instrumentalnego Państwowej Wyższej Szkoły Muzycznej we Wrocławiu. W latach 1973–1975 był członkiem grupy jazzowej Jumbo Jazz Band. We wrześniu 1976 roku był jednym ze współzałożycieli jazz-rockowej formacji Crash w której pełnił rolę saksofonisty. Wystąpił z wyżej wymienionym zespołem, posługującym się wyjątkowo nazwą Kwaśnicki/Mazur Quartet na festiwalu Jazz Nad Odrą (1977; nagrodę indywidualną otrzymał pianista Juliusz Mazur, zaś grupa już w pełnym składzie z trębaczem Z. Czwojdą i gitarzystą S. Zybowskim, pod właściwą nazwą nagrała w P. R. Opole utwór Akalei, opublikowany na płycie PolJazzu pt. „Jazz Nad Odrą '77 (Laureaci)”) i zdobył I nagrodę zespołową na festiwalu w San Sebastian w Hiszpanii (1977). W latach 1977–1983 wystąpił z Crashem czterokrotnie na festiwalu Jazz Jamboree w Warszawie. Koncertował w kraju oraz za granicą, m.in. w Niemczech, Danii, Belgii, Holandii, Szwecji, Finlandii, Austrii, Francji, Hiszpanii, Szwajcarii, ZSRR, Czechosłowacji, czy na Węgrzech. Nagrał trzy albumy (w 1978 kasetę „Crash!” – materiał ukazał się na płycie dopiero pod koniec sierpnia 2020 roku i został wzbogacony o 4 dodatkowe nagrania radiowe; w 1981 płytę „Every Day A Trial” z dwiema własnymi kompozycjami Wpadka Władka i In my shelter, zaś w 1983 krążek pt. „Something Beautiful But Not Expensive” – w kraju materiał ten ukazał się na kasecie, zatytułowanej „Life is brutal”; dwa ostatnie krążki ukazały się nakładem niemieckiego wydawcy), dwa single oraz kilka sesji nagraniowych w Polskim Radiu. Był członkiem zespołu, aż do jego rozwiązania w 1985 roku. Następnie był współzałożycielem, aranżerem i multiinstrumentalistą zespołu Eliezer Mizrachi oraz współpracował z kanadyjską Agencją Artystyczną „Proship”. Obecnie współpracuje z Teatrem Muzycznym „Capitol”, jest członkiem zespołu Sami Swoi, liderem własnego zespołu Władysław Kwaśnicki Quartet oraz współtwórcą i uczestnikiem różnorodnych projektów muzycznych. W 2017 roku wziął udział w reaktywacji zespołu Crash.